# Epikedeion

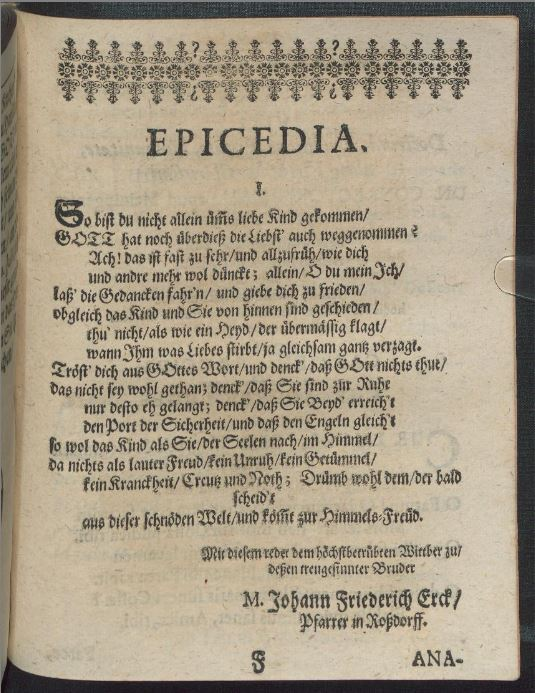
Anfang des Kapitels „Epicedia“ im Anhang einer Leichenpredigt aus dem Jahr 1669 mit dem ersten Epicedium, geschrieben von M. Johann Friederich Erck

Ein Epikedeion (griechisch ἐπικήδειον, lateinische Form Epicedium, auch Epizedium) war ein Trauergesang im antiken Griechenland, der während der Aufbahrung und Bestattung der Leiche gesungen wurde (im Gegensatz zum Threnos, der während der gesamten Trauerfeier gesungen werden konnte).
Zahlreiche Gedichte der griechischen und lateinischen Literatur lassen sich der Gattung des Epikedeions zuordnen, so von Aratos, Horaz (carmen 1, 24) oder Properz (4, 11). Als Besonderheit findet man seit der Antike auch Trauergedichte auf den Tod von Tieren, auch parodistisch umgebogen wie bei Catull (carm. 3).
Im 17. Jahrhundert erlebten die Epicedien eine neue Blütezeit durch die Popularität umfangreicher gedruckter Leichenpredigten im evangelischen Deutschland. Im Anhang eines jeden solchen Bandes verfertigten Freunde wie auch professionelle Dichter zahlreiche Epicedien. In den größeren Barock-Bibliotheken wie Wolfenbüttel finden sich Zehntausende solcher Leichenpredigten mit Hunderttausenden von deutschen und lateinischen Epicedien. Fast alle namhaften Dichter des 17. Jahrhunderts verfassten derartige Texte.